# Cruz Santa (Los Realejos)
Cruz Santa es un pueblo que forma el municipio de Los Realejos, en la isla de Tenerife, Islas Canarias, España.
Asentado en medio de un territorio eminentemente agrícola, el cultivo de la viña ha sido la principal actividad económica de sus habitantes. También cuenta con tradición pastelera y panadera. Posee un importante patrimonio en el que sobresale su iglesia mayor de una sola nave del siglo XVIII, en honor a la Santa Cruz, que guarda el Santo Madero que dio origen y nombre al barrio, y una venerada imagen de nuestra Señora de Las Mercedes del siglo XVIII.

## Origen
En 1666, al cruzar en caballo el barranco de La Raya, que separa La Cruz Santa, en Los Realejos, de La Perdoma, perteneciente a La Orotava, un hombre cayó de su montura y encontró un madero semienterrado al que le atribuyó haberle salvado la vida.
Como agradecimiento mandó a construir una capilla en el cauce, donde permaneció hasta que un aluvión arrasó con ella. De ese trágico suceso, los pobladores del lugar rescataron la cruz y decidieron hacer una capilla mayor y alejada del barranco, donde actualmente se encuentra la iglesia. A raíz de ese acontecimiento, la zona que se llamaba Pago de Higa comenzó a llamarse Cruz Santa, porque sus habitantes empezaron a demostrar una gran devoción por el santo madero.
En 1766, los vecinos de entonces, celebraron los 100 años de aparición de la cruz, trajeron a la Virgen de Las Mercedes, copatrona de la iglesia, y bendijeron el nuevo templo.

## Características
Está situada al este de la capital municipal, a unos 2,5 kilómetros de esta y a una altitud media de 510 m s. n. m.
Está formado por los núcleos de Cruz Santa y La Cartaya.
Cuenta con varias plazas públicas, un parque infantil, una cancha deportiva, con una iglesia parroquial, un tanatorio municipal, una farmacia, un consultorio médico, una biblioteca pública, una entidad bancaria y con pequeños comercios, bares y restaurantes.
El núcleo destaca por su calidad tanto en diferentes variedades de vino, así como en la elaboración de productos de panadería, bollería y pastelería.

## Demografía
| Año        | 2000  | 2001  | 2002  | 2003  | 2004  | 2005 | 2006  | 2007  | 2008  | 2009  | 2010  | 2011  | 2012  | 2013  |
| ---------- | ----- | ----- | ----- | ----- | ----- | ---- | ----- | ----- | ----- | ----- | ----- | ----- | ----- | ----- |
| Habitantes | 3.338 | 3.443 | 3.417 | 3.443 | 3.445 | 3450 | 3.433 | 3.405 | 3.345 | 3.298 | 3.326 | 3.360 | 3.307 | 3.298 |

## Comunicaciones
Se accede al barrio por la Carretera Nueva TF-324.

### Transporte público
Cruz Santa posee una parada de taxis en la Carretera Nueva.
En autobús —guagua— queda conectado mediante las siguientes líneas de TITSA:
| Línea | Trayecto                                                        | Recorrido     |
| ----- | --------------------------------------------------------------- | ------------- |
| 330   | Los Realejos - San Vicente - Las Llanadas (circunvalación)      | Horario/Línea |
| 347   | La Orotava - Realejo Alto (por Benijos y Palo Blanco)           | Horario/Línea |
| 353   | Circunvalación Valle de La Orotava - Realejo Bajo y Las Dehesas | Horario/Línea |

## Deportes
La Unión Deportiva Cruz Santa es el club del pueblo. Actualmente juega en el grupo canario de la Tercera División de España. Juega sus encuentros como local en el Estadio La Suerte. Este terreno deportivo tiene la singularidad de levantarse en el barranco que divide a los municipios de Los Realejos y La Orotava, así los vestuarios y la sede del club están en el lado realejero mientras los banquillos y gran parte del terreno de juego se encuentra en el lado orotavense. A día de hoy es junto con el Club Deportivo Mensajero y la Sociedad Deportiva Tenisca el único club canario con campo en propiedad.

## Lugares de interés

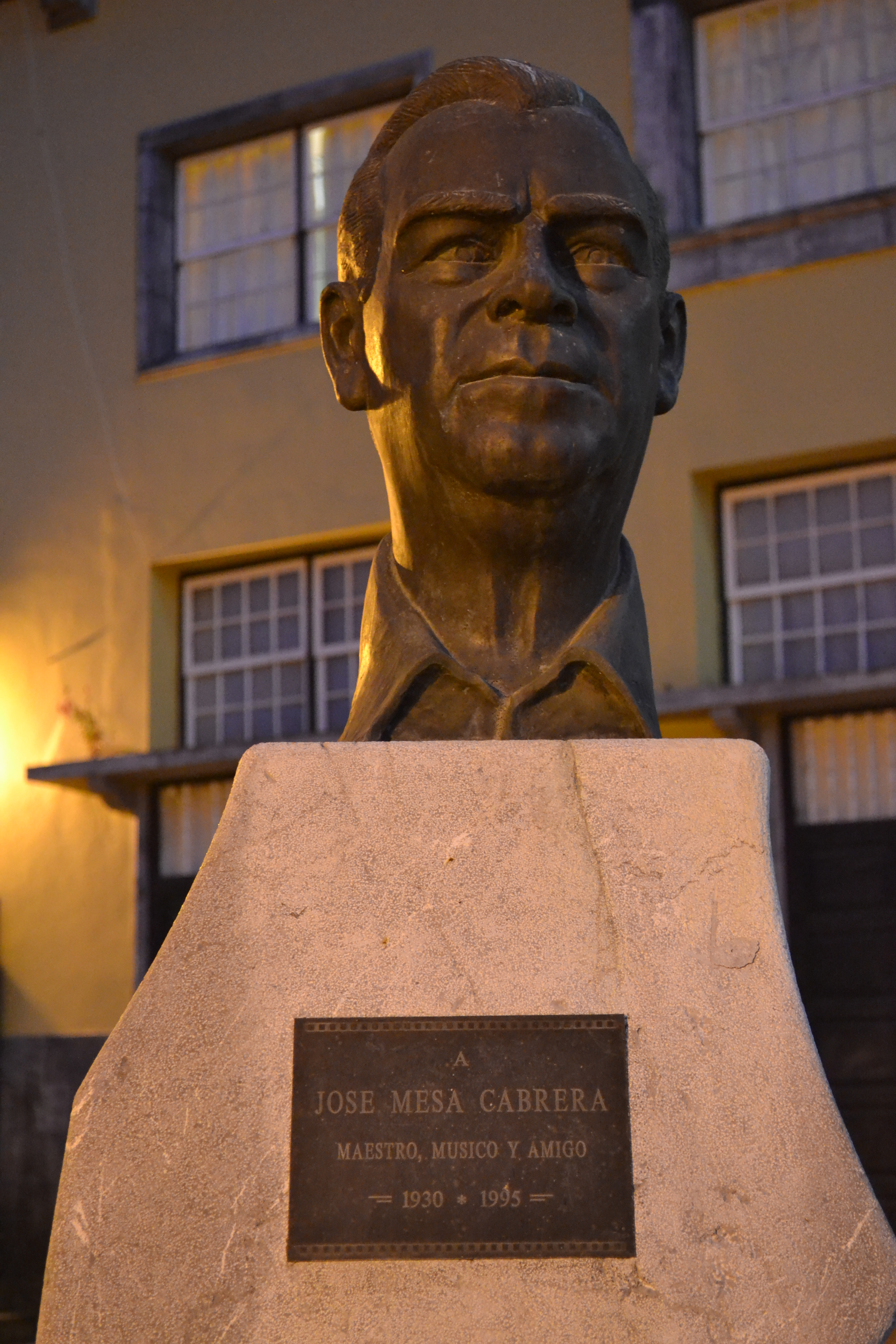
José Mesa Cabrera, busto de bronce, sobre estructura de piedras, creado por el escultor José Luis Marrero. Plaza la Cruz Santa

- Iglesia parroquial de la Santa Cruz (siglo xviii)
- Biblioteca de La Cruz Santa (temporalmente fuera de servicio)
- Casa rural Lirios del Valle
- Casino de la Cruz Santa
- Casa del Cacique
- Plaza de la Cruz Santa